# カレイドスコープ (アメリカのバンド)
カレイドスコープ（Kaleidoscope、初期はThe Kaleidoscope）は、1966年から1970年にかけてエピック・レコードで4枚のアルバムと数枚のシングルを録音したアメリカのサイケデリック・フォーク・グループ。

## 概要
バンド・メンバーには、後に数々のソロ・アルバムをリリースし、マルチ・インストゥルメンタリストのセッション・ミュージシャンとして名声を高めたデヴィッド・リンドレーと、後にニッティー・グリッティー・ダート・バンドを含む数多くのグループで演奏やレコーディングを行ったクリス・ダーロウがいた。

## ヒストリー

### 結成
1966年に結成、オリジナル・メンバーは以下の通り:
- デヴィッド・リンドレー
- ソロモン・フェルトハウス
- クリス・ダーロウ
- チェスター・クリル（別名マックス・ブッダ、マックス・ブダ、フェンラス・エップ、テンプルトン・パルセリー）
- ジョン・ビディカン[1]

リンドレーは様々な弦楽器、特にバンジョーの経験豊かな演奏家で、1960年代初頭にはトパンガ・キャニオン・バンジョー・コンテストで数年連続優勝していた。カリフォルニア州パサデナのラ・サール高校（日本の学校とは無関係）で学んでいた彼は、最初のグループ、マッド・マウンテン・ランブラーズを結成し、ロサンゼルスのフォーク・クラブを中心に演奏活動を行った。そこで彼は、ライバル・グループ、リ・オーガナイズド・ドライ・シティ・プレイヤーズのメンバーだったダーロウと出会う。
1964年頃、2人はフィドル奏者のリチャード・グリーン（後にシートレインのメンバー）を加えた新しいグループ、ドライ・シティ・スキャット・バンドを結成したが、ダーロウはすぐに脱退し、新しいロック・グループ、フロッグスを結成した。リンドレーもまた、自身のエレクトリック・グループの結成に着手。その過程で彼は、トルコで育ち、アメリカに戻ってからはフラメンコ音楽やベリーダンス・グループの伴奏者として演奏していたフェルトハウスと知り合った。リンドレーとフェルトハウスは、チェスター・クリルに出会ったとき、デヴィッド&ソロモンというデュオで演奏し始めた。彼らは彼を自分たちのバンドに誘い、1966年末までにダーロウとドラマーのジョン・ヴィディカンを加えてカレイドスコープを結成した。

### レコーディングと演奏活動
グループは民主主義の原則に基づいて結成され、「リーダー」は存在しなかった。すぐにクラブでライブを始め、エピック・レコードとのレコーディング契約を勝ち取った。最初のシングル「プリーズ」は1966年12月にリリースされた。1967年6月にリリースされたファースト・アルバム『Side Trips』と同様、バリー・フリードマン（後にフレイジャー・モホークとして知られる）がプロデュースした。このアルバムでは、グループの音楽的多様性とスタジオでの実験が披露された。このアルバムには、フェルトハウスの「Egyptian Gardens」、ダーロウの「Keep Your Mind Open」、キャブ・キャロウェイの「Minnie the Moocher」とドック・ボッグスの「Oh Death」のバージョンが含まれていた。クリルは、明確にはしなかった理由（しかし、元バンドメイトたちは、"厳格な "両親からの過剰反応を懸念してのことだと推測している）から、ファースト・アルバムでは 「Fenrus Epp」とクレジットされ、それ以降のレコーディングでは様々なペンネームを使用している。
彼らの間では、「Egyptian Gardens」や「Pulsating Dream」といったサイケデリックな曲で、膨大な数の弦楽器を演奏した。彼らは「Taxim」などの長編曲で中東音楽とロックを融合させて演奏し、1967年7月4日のバークレー・フォーク・フェスティバル、ニューポート・フォーク・フェスティバル、1968年のアヴァロン・ボールルーム（サンフランシスコ）でのファミリー・ドッグなど、数多くの会場で演奏を行った。ライブでは、バンドのナンバーの合間にフェルトハウスやリンドレーのソロ楽器が入ることもあり、フェルトハウスがベリー・ダンサーやフラメンコ・ダンサーをステージに上げることもあった。バンドはロック、ブルース、フォーク、ジャズ、中東など様々なスタイルを演奏し、キャロウェイやデューク・エリントンの曲もレパートリーに加えた。
同じメンバー構成（ただし、クリルは自らを「マックス・ブダ」と名乗るようになった）のまま、バンドのセカンド・アルバム『A Beacon From Mars』が1968年初頭にリリースされ、概ね好評を博したが、売り上げは芳しくなかった。このアルバムは、中近東、カントリー、フォーク、ロックの音楽スタイルがミックスされたものだった。ハウリン・ウルフの曲「Smokestack Lightning」のリフにインスパイアされたタイトル曲は、スタジオ・ライブで録音され、リンドレーの長いサイケデリックなエレクトリック・ギター・ソロがフィーチャーされ、後にレッド・ツェッペリンのジミー・ペイジがカレイドスコープを「史上最も好きなバンド」と呼ぶきっかけとなった。この曲のライブ・パフォーマンスでは、リンドレーがエレクトリック・ギターにヴァイオリンの弓を使っており、おそらく後にペイジが同じエフェクトを使うようになったのは影響を受けてのことだろう。アルバムに収録されているもうひとつの「オーバーダブなし」のライブ曲は「Taxim」で、リンドレーが「ハープ・ギター」でソロを演奏し、フェルトハウスが長いカットでウードとサズを演奏している。
かなり後に再発されたCDのライナーノーツによると、このアルバムのオリジナル・タイトルは『ベーコン・フロム・マーズ』だったが、誤植だったという。これは完全な俗説で、雑誌『ZigZag』がカレイドスコープを3回にわたって特集した際に掲載したジョークが発端となっている。
ダーロウはこのアルバムのレコーディング後にグループを脱退し、後任としてベーシストのスチュアート・ブロットマンが加入した。ブロットマンは以前、初期のキャンド・ヒートのメンバーだった。しかし、1967年のシングル「Nobody」でジョニー・"ギター"・ワトソンとラリー・ウィリアムズのバックを務め、後にレナード・コーエンのファースト・アルバムで「So Long, Marianne」と「Teachers」のバックを務めた時、ダーロウはスタジオ・ワークのために短期間戻ってきた。リトル・リチャード、ジョニー・オーティス、アイク&ティナ・ターナーらと共演し、ジャズとR&Bの素養があった。そしてクリルは現在、バンドで演奏するときは「テンプルトン・パルセリー」と名乗っているが……ハーモニカを演奏するときはゲスト・プレイヤーとして「マックス・ブダ」と名乗っている。
バンドは1968年に3枚目のアルバム『Incredible！Kaleidoscope』をレコーディング。このアルバムには、グループ初期からライブで演奏していた7/8拍子の長いプログレッシブ・インスト曲「Seven-Ate Sweet」が収録されている。このアルバムは1969年のビルボードで139位を記録し、カレイドスコープのアルバムで唯一チャートインした。この頃、彼らは教育映画などのサウンドトラックも手がけ、1968年のニューポート・フォーク・フェスティバルにも出演している。
カレイドスコープのエピック・レコード時代の4作目にして最後のアルバム『Bernice』は、それ以前のアルバムよりもエレクトリック・ギター・ワークが増え、カントリーの影響が強くなっている。さらにメンバー・チェンジがあり、シンガーでギタリストのジェフ・カプランと、アルバム制作中にブロットマンに代わってベーシストのロン・ジョンストンが加わった。フェルトハウスもグループを去った。クリルは「コニー・クリル」、ゲスト・ハーモニカ奏者は「マックス・ブダ」と名乗るようになった。
1969年末、カレイドスコープはミケランジェロ・アントニオーニ監督の映画『砂丘』に新曲2曲（「Brother Mary」「Mickey's Tune」）を提供した。その後、バンドはすぐに解散した。

## その後のキャリア
カレイドスコープ終了後、リンドレーはリンダ・ロンシュタット、ジャクソン・ブラウンらとセッションやライブ・ミュージシャンとして高く評価されるようになり、1980年代初頭に自身のバンド、エル・ラーヨ-Xを結成した。フェルトハウスは、ルネッサンス・プレジャー・フェアで演奏したり、さまざまなフラメンコや中東のグループと共演した。ダーロウはカレイドスコープの後、ニッティー・グリッティー・ダート・バンドに参加し、後にバーニー・レドンとコルベッツを結成した後、一流のセッション・ミュージシャン、ソロ・パフォーマーになった。クリルは一時、アンダーグラウンド・コミックスの作家となり、ミッキー・ラット・シリーズを共同執筆し、ロバート・クラムのグループ、アームストロングズ・パサデナンズの最初の78回転レコードもプロデュースした。ブロットマンはLAのフォーク・ダンス・シーンに関わるようになり、映画のエキストラとしても活躍した。1980年代にはクレズマー・リバイバルに積極的に参加し、ブレイブ・オールド・ワールドのベースとツィンバロムを担当、最近ではサンフランシスコを拠点とするトリオ、ヴェレツキ・パスのメンバーであり、最新CD『The Magid Chronicles』は2019年にリリースされた。また、KlezCaliforniaやKlezKanada、その他の民族音楽の集まりで定期的に講師を務めている。
ポール・ラゴスが2009年10月19日に、クリス・ダーロウが2020年1月15日に死去。ソロモン・フェルトハウスが2021年12月12日に、デヴィッド・リンドレーが2023年3月3日にそれぞれ死去。

## 再結成
1976年、元メンバーのブロットマン、クリル、ダーロウ、フェルトハウス、ラゴスは再結成アルバム『When Scopes Collide』のために再結集し、マイケル・ネスミスのレーベル、Pacific Artsからリリースされた。リンドレーもアルバムに貢献したが、「De Paris Letante」の変名でゲストとして参加し、プロジェクトとは距離を置いた。クリルは2人のバンド・メンバー（「テンプルトン・パーセリー」と「マックス・ブダ」）と名乗り、本名でプロデューサーとしてクレジットされた。
それから14年後、クリルとダーロウは2度目の再結成セッションを企画、プロデュースした。『Greetings from Kartoonistan (We Ain't Dead Yet)』を、再び同じメンバーで結成した（ただし、今回のクリルはバンド・メンバーのクレジットで「マックス・ブダ」とだけ名乗っている）。ブロットマンがインストゥルメンタル曲「Klezmer Suite」を提供している。招待されたものの、リンドレーは参加を辞退した。

## その他
- ソロモン・フェルトハウスは映画女優フェアルザ・バルクの父親である。
- クリス・ダーロウはジェームス・テイラーのアルバム『スウィート・ベイビー・ジェームス』で演奏している。
- キャンパー・ヴァン・ベートーヴェンのフロントマン、デヴィッド・ロウリーによると、同バンドがアルバム『Our Beloved Revolutionary Sweetheart』で「O Death」をレコーディングしたのは、カレイドスコープへのトリビュートのつもりだったという。

## ディスコグラフィ

### スタジオ・アルバム
- Side Trips (1967年)
- A Beacon from Mars (1968年)
- Incredible! Kaleidoscope (1969年)
- Bernice (1970年)
- When Scopes Collide (1976年)
- Greetings from Kartoonistan... (We Ain't Dead Yet) (1991年)

### コンピレーション・アルバム
- Bacon from Mars (1983年)
- Rampe, Rampe (1983年)
- Egyptian Candy (A Collection) (1990年)
- 『ベスト〜ブルース・フロム・バグダッド』 - Blues From Bagdhad - The Very Best Of Kaleidoscope (1993年)
- Beacon from Mars & Other Psychedelic Side Trips (2004年)
- Pulsating Dreams (2004年) ※4枚のエピック・レコード時代のアルバムとその他の時期の録音をコンピレーション